# Тарасенков, Дмитрий Анатольевич
Дмитрий Анатольевич Тарасенков (род. 1941) — русский писатель
, переводчик и сценарист, с 1984 — журналист на Радио «Свобода». Сын литературного критика Анатолия Тарасенкова (1909—1956) и писательницы Марии Белкиной (1912—2008).

## Биография
Родился в 1941 году.
В 1965 году окончил филологический факультет МГУ. Публиковался с 1961 года в газетах и журналах, писал сценарии для Мосфильма, Центрального телевидения и Центральной студии научно-популярных фильмов. Автор популярной детективной повести «Человек в проходном дворе» (впервые в журнале «Юность», 1969), которая легла в основу сценария одноимённого многосерийного фильма, вышедшего в 1971 году. Повесть переведена на ряд европейских языков (польский, болгарский и др.).
В 1977 году вместе со своей семьёй эмигрировал в США (оставив одинокую мать в Москве, та хотела покончить жизнь самоубийством).
Из-за этой эмиграции его имя как автора сценария было убрано из титров фильма «Человек в проходном дворе». С 1984 году Тарасенков — корреспондент Радио «Свобода» в Вашингтоне. При переезде радиостанции в Прагу летом 1995 года возглавил отдел новостей Русской службы Радио «Свобода».
Передал в дар Центру русской культуры в Амхерсте (штат Массачусетс, США) коллекцию из около 1500 книг, преимущественно представляющих русскую поэзию зарубежья, а также коллекцию писем русских эмигрантов.

## Произведения
- Тарасенков Д. А. Человек в проходном дворе. Повесть. — М.: Молодая гвардия, 1972. — 224 с. — (Стрела) — Тираж 100000 экз.[2]